# Karovići (gmina Novo Goražde)
Karovići (cyr. Каровићи) – wieś w Bośni i Hercegowinie, w Republice Serbskiej, w gminie Novo Goražde. W 2013 roku liczyła 21 mieszkańców.